# Nsukka
Nsukka – miasto w Nigerii, w stanie Enugu.

## Znaczenie
Jest miastem uniwersyteckim i dzielnicą rządową w południowo-wschodniej Nigerii. Jest krajem związkowym stanu Enugu. Liczy około 120.000 mieszkańców, leży w gęsto zaludnionym regionie, w otoczeniu wielu mniejszych miast. Większość ludzi należy do plemienia Igbo, jednej z trzech największych grup etnicznych w Nigerii. 

## Klimat
Miejscowość posiada niższą średnią temperaturę roczną (o 2–3°C) niż okoliczne, niżej położone obszary. Dzięki chłodnej bryzie klimat jest tutaj znacznie bardziej przyjazny niż w odległej o 60 km stolicy stanu, Enugu. 

## Historia
W okresie przedkolonialnym miejscowość nie odgrywała żadnej znaczącej roli i tak pozostało aż do początku XX wieku, kiedy to dominującą rolę w okolicy spełniało Ogurugu. Sprzyjające warunki klimatyczne spowodowały, że w latach 20. XX wieku rozważano przeniesienie tutaj stolicy. Centrum zlokalizowane jest na opadającym ku południowi stoku wzgórza. Tam właśnie osiedlali się pierwsi brytyjscy urzędnicy kolonialni (obecnie mieszkają tu miejscowi przedstawiciele władz). Ostatecznie ulokowano w miejscowości Uniwersytet Nigeryjski (1960), co było jednym z elementów uświetnienia niepodległości Nigerii w co osobiście zaangażowany był pierwszy gubernator generalny pochodzenia nigeryjskiego i późniejszy pierwszy prezydent Nigerii – Nnamdi Azikiwe. Zręby uczelni tworzyli specjaliści amerykańscy. W 1971 Nsukka uzyskała prawa miejskie. Przed wybuchem wojny domowej w 1967 liczyła około 26.000 mieszkańców. Wojna z lat 1967-1970 spustoszyła je prawie zupełnie, ale na ponowny rozwój wpłynęła reaktywacja uniwersytetu. W 1986 liczyła około 70.000 mieszkańców oraz 14.000 studentów. 

## Gospodarka
Obszar miasta jest głównie rolniczy, ale jest również ważnym źródłem minerałów górniczych. Wydobywa się węgiel i rudy żelaza, a także gaz ziemny, związku z czym znane jest z wielu przedsiębiorstw przemysłowych.
Miasto zabudowane jest głównie parterowymi domami, a stan infrastruktury jest słaby, m.in. wodociągi obejmują tylko centrum i kampus uniwersytecki, a pozostałe tereny obsługują beczkowozy. 

## Nauka
W mieście znajduje się siedziba Uniwersytetu Nigeryjskiego.